# Cyanophrys remus
Cyanophrys remus är en fjärilsart som beskrevs av William Chapman Hewitson 1868. Cyanophrys remus ingår i släktet Cyanophrys och familjen juvelvingar. Inga underarter finns listade i Catalogue of Life.

## Bildgalleri

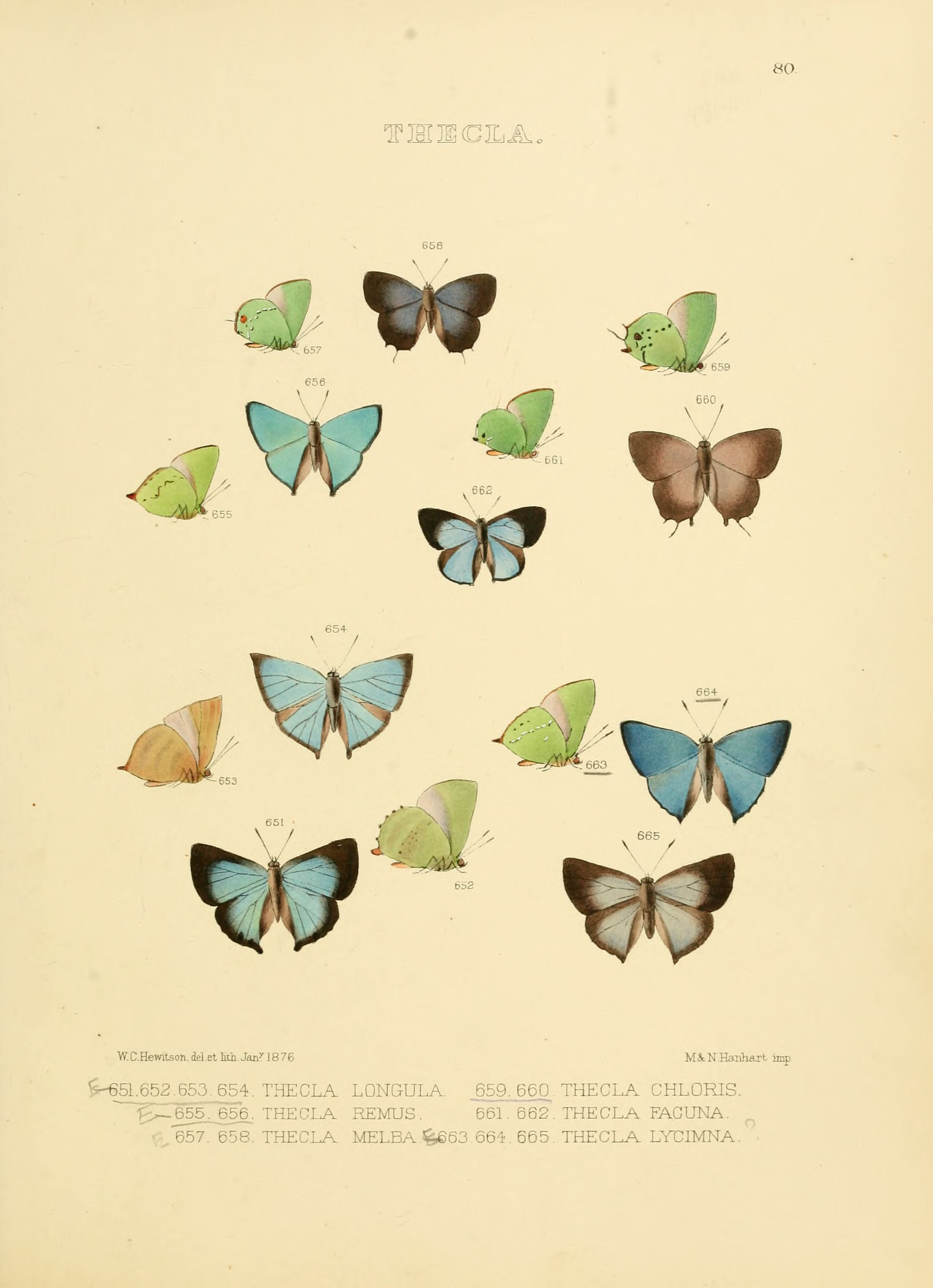